# أنظام (اسم)
أَنْظَام هو اسم علم مؤنث من أصل عربي، ومعناه هو المنتظمة نفسها.